# Karl Eugen Neumann
Karl Eugen Neumann (Viena, 18 de outubro de 1865 - 18 de outubro de 1915) foi o primeiro tradutor de grandes porções do cânone páli das escrituras budistas dos originais em pali para uma língua européia (alemão) e um dos pioneiros do budismo europeu.
Quando Neumann nasceu seu pai, Angelo Neumann, era um tenor na Ópera da Corte de Viena. Sua mãe, Pauline (nome de solteira, Mihalovits) era a filha de uma família nobre húngara.
Ele recebera educação superior em Leipzig, onde seu pai havia se tornado administrador do Teator Municipal de Leipzig City Theatre em 1876. Logo após ter iniciado uma carreira como banqueiro em Berlin em 1882, Neumann se deparou com os trabalhos de Arthur Schopenhauer. A partir de 1884, ficou absorto em obras filosóficas e demonstrou grande interesse pelas fontes indianos que haviam inspirado Schopenhauer. Ele deu as costas para a vida de banqueiro e começou a frequentar a universidade em Praga. Em 1887 Neumann estava de volta em Berlin, estudando indologia, religião e filosofia na universidade daquela cidade.
Pouco depois de seu casamento com Camilla (nome de solteira, Nordmann) de Viena, Neumann mudou-se para Halle e em 1891 completou sua tese sobre um texto páli. No mesmo ano ele publicou: Zwei buddhistische Suttas und ein Traktat Meister Eckharts ("Duas suttas budistas e uma tese do Mestre Eckhart"). Em 1892, depois de retornar à Viena, Neumann publicou uma antologia de textos do cânone páli em alemão, na ocasião do centésimo quarto aniversário de Schopenhauer. Tendo finalizado uma tradução do Dhammapada em 1893, Neumann realizou seu grande desejo de visitar os países originais do budismo. Por alguns meses ele viajou através da Índia e do Ceilão, conhecendo membros da sangha, tais como o monge Sumangala Maha Thera e Lama Dondamdup. De volta a Viena em 1894, ele ocupou uma posição no Oriental Institute como assistente do indólogo Georg Bühler.
Nos anos seguintes, Neumann traduziu e publicou o Majjhima Nikaya em três volumes. Em 1896 ele iniciou uma amizade e vibrante correspondência com Giuseppe De Lorenzo (1871-1957) de Bari. De Lorenzo traduziu as obras de Neumann para o italiano e assim tornou-se um dos pioneiros do budismo italiano.
Em 1906 Neumann perdeu sua fortuna numa crise bancária e teve inclusive de vender (temporariamente) a altamente estimada edição siamesa do Tipitaka, presentada por Chulalongkorn, o rei do Sião. Sua situação financeira melhorou ligeiramente através do legado depois da morte de seu pai. Em 1907 ele publicou o primeiro volume do Digha Nikaya com Piper em Munique.
Em 1915 Neumann morre no dia de seu quinquagésimo aniversário na pobreza e é enterrado no Cemitério Central de Viena. Sua lápide, esquecida e negligenciada por duas gerações, veio à luz novamente em fins do século XX e está sendo cuidada pelo budistas de Viena.